# Kárpathosz sziget nemzeti repülőtér
A Kárpathosz sziget nemzeti repülőtér  Görögország egyik nemzetközi repülőtere, amely Kárpathosz szigeten található. 
A repülőtér belföldi menetrend szerinti járatokat és nemzetközi charterjáratokat fogad.

## Futópályák
A repülőtér futópályái: 

## Forgalom
Az utasforgalom az elmúlt években az alábbi módon változott:

## Légitársaságok és úticélok
2024-ben a Kárpathosz sziget nemzeti repülőtérről az alábbi járatok indulnak (Utoljára frissítve: 2025-02-9):
| Légitársaság                    | Célállomások                                                         |
| ------------------------------- | -------------------------------------------------------------------- |
| Austrian Airlines               | Szezonális: Bécs                                                     |
| Braathens International Airways | Szezonális charter: Gothenburg, Stockholm-Arlanda                    |
| Condor                          | Szezonális: München (újrakezdődik 2025 május 26-tól)                 |
| Eurowings                       | Szezonális: Graz, Innsbruck Salzburg                                 |
| Finnair                         | Szezonális charter: Helsinki                                         |
| GoTo Fly                        | Szezonális: Forlì                                                    |
| Marabu                          | Szezonális: München                                                  |
| Neos                            | Szezonális: Bergamo, Bologna, Milan–Malpensa, Róma–Fiumicino, Verona |
| Olympic Air                     | Athens, Kasos, Rhodes                                                |
| Scandinavian Airlines           | Szezonális: Oslo                                                     |
| Sky Express                     | Athens, Rhodes                                                       |
| Smartwings                      | Szezonális: Prága                                                    |
| TUI fly Netherlands             | Szezonális: Amszterdam                                               |
| TUI fly Nordic                  | Szezonális charter: Stockholm-Arlanda                                |
| Volotea                         | Szezonális: Naples, Venice                                           |